# ویلا ژنرال بلگرانو
ویلا ژنرال بلگرانو (به اسپانیایی: Villa General Belgrano) یک منطقهٔ مسکونی در آرژانتین است که در بخش کالاموچیتا واقع شده‌است. ویلا ژنرال بلگرانو ۵٬۸۸۸ نفر جمعیت دارد و ۷۰۹ متر بالاتر از سطح دریا واقع شده‌است.

## خواهرخوانده
شهرهای Sigriswil و لاوفن آم نکا خواهرخوانده‌های ویلا ژنرال بلگرانو هستند.